# Tarn Valley
Das Tarn Valley (englisch für Bergseetal) ist ein erhöhtes, eisfreies und 2,5 km langes Tal im ostantarktischen Viktorialand. Es liegt nördlich des Mount Falconer an der Nordseite des unteren Abschnitts des Taylor Valley.
Teilnehmer einer von 1965 bis 1966 durchgeführten Kampagne der neuseeländischen Victoria University’s Antarctic Expeditions erkundeten es. Namensgebend sind die vier in diesem Tal befindlichen Bergseen (Harvard Tarn, Yale Tarn, Princeton Tarn und Penn Tarn), die allesamt Namen bekannter US-amerikanischer Universitäten tragen. Die Benennung erfolgte 1997 durch das Advisory Committee on Antarctic Names.